# Cucullia mauretanica
Cucullia mauretanica är en fjärilsart som beskrevs av Charles Boursin 1933. Cucullia mauretanica ingår i släktet Cucullia och familjen nattflyn. Inga underarter finns listade i Catalogue of Life.